# Alcoholic Faith Mission
Alcoholic Faith Mission er en dansk musikgruppe, der blev dannet i New York i 2006. Gruppen har indtil videre udgivet seks albums og en EP. Det første album, Misery Loves Company udkom i 2006. Det næste, 421 Wythe Avenue, udkom i foråret 2009 og er opkaldt efter den gade i Brooklyn, hvor det studie lå, som gruppen har indspillet albummet i. Det tredje album, Let This Be The Last Night We Care, blev udgivet i februar 2010 og modtog mange gode anmeldelser, både fra Danmark og udlandet. Senest, i foråret 2011, har gruppen udgivet en EP med titlen And The Running With Insanity EP. EP'en er en forsmag på endnu en plade, der vil udkomme i efteråret 2011.
Bandet har spillet en lang række koncerter i bl.a. Danmark, Sverige, Finland, Island, Holland, Tyskland, Schweiz, Frankrig, Italien, Luxembourg, Canada og USA.

## Diskografi
- Misery Loves Company (Cope Records, 2006)
- 421 Wythe Avenue (PonyRec, 2009)
- Let This Be The Last Night We Care (PonyRec, 2010)
- Ask Me This (PonyRec, 2012)
- We Stop The World From Falling Apart (Haldern Pop Recordings, 2014)
- Orbitor (Haldern Pop Recordings, 2015)